# Shon Kifar
Shon Kifar is in de fantasyserie het Rad des Tijds, geschreven door Robert Jordan, een stad op de oostkust van Seanchan, aan de Arythische Oceaan.
In Shon Kifar is een grote slavenmarkt waar damane en da'covale aan de hoogste bieder worden verkocht. Bekend is dat het de enige grote haven aan de Arythische Oceaan is.
Shon Kifar heeft een gematigd klimaat en is de derde stad van Seanchan, na Seandar en Imfarel.
De Corenne, de Seanchaanse bezettingsmacht van Randland, vertrok vanuit Shon Kifar.